# Општина Титешти (Арђеш)
Титешти (рум. Titeşti) општина је у Румунији у округу Арђеш.
Oпштина се налази на надморској висини од 427 m.